# Leo Van Nevel
Leo Van Nevel (Merksem, 10 maart 1931) is een Belgisch (koor-)dirigent en componist.
Hij kreeg zijn opleiding aan het Stedelijk Conservatorium Hasselt. Hij volgde er opleiding in muziektheorie, piano, contrabas, harmonieleer en kamermuziek. Daarna trok hij naar de Westfälische Kirchenmusikschule in Herford voor directie bij Wilhelm Ehmann. Andere leraren waren Gottfried Wolters (koordirectie) en Heinz Lau (volksliedbegeleiding). Hij werd onder invloed van Hans Dirken koorleider in de zogenaamde “vernieuwde koorbeweging” met collegae Vic Nees, Kamiel Cooremans, Raymond Schroyens en Marcel Andries.
Hij leidde een hele verzameling koren:
- knapenkoor van het Sint-Jozefscollege, Hasselt (1958-1963)
- Cantores Servadie, Diepenbeek (1959-1970)
- Ars Nova et Antiqua, Mol (1967-1970)
- Collegium Leuven, Leuven (1970-
- Cantus Vocum, Genk (1993-2005)
- Margoda, Hasselt (1990- 2008)

Voorts was hij sinds 1964 betrokken bij het Algemeen Nederlands Zangverbond, dat een documentatiecentrum voor koorleiders oprichtte. Hij werd diverse keren ingeschakeld ter jurering in koorwedstrijden en is/was lid van de Stichting Jan Vermulst.
Hij schreef enkele werken voor koor en orkest (cantates), als ook bewerkingen van volks- en kerkliederen waaronder Maria door een doornwoud trad.
Hij is broer van Paul Van Nevel. Erik Van Nevel (1956), koordirigent, is zoon van Leo.